# Stefán Sigurðsson frá Hvítadal
Stefán Sigurðsson frá Hvítadal (* 11. Oktober 1887 in Hólmavík; † 7. März 1933 in Bessatunga) war ein isländischer Lyriker und Vertreter der Neuromantik. Er hatte großen Einfluss auf die isländische Literatur. Er verkehrte im Unuhús, das auch von Halldór Laxness und Þórbergur Þórðarson besucht wurde. Darüber hinaus gilt er als Mentor von Steinn Steinarr.
Stefán konvertierte 1923 zum Katholizismus, so dass der christliche Glaube in seinen späteren Werken eine wichtige Rolle spielt. Seine Lyrik war zwar vor allem bei Jugendlichen sehr beliebt, finanzieller Erfolg blieb Stefán allerdings verwehrt. Er starb als armer Bauer.

## Werke
- Söngvar förumannsins (1918)
- Óður einyrkjans (1921)
- Heilög kirkja (1924)